# Josep Brunet
Josep Brunet Vila (Badalona, 14 de octubre de 1930 − Barcelona, 1 de marzo de 2014) fue un baloncestista español que fue 48 veces internacional por España.

## Trayectoria
Jugó en uno de los mejores Joventut de la historia, el de los años 50, que fue conocido por El Mundo Deportivo como el Huracán Verde, debido a su juego rápido y desbordante. En este equipo destacaban jugadores como Jaume Bassó, Marcelino Maneja, Andreu Oller, Jordi Parra y Eduardo Kucharsky.
Jugó doce temporadas con el Joventut donde ganó tres Copas de España, en las temporadas 1952-53, 1954-55 y la 1957-58. En 1962, fichó por el equipo local del Sant Josep.

## Brunet por Jordi Villacampa
Josep Brunet marcaba diferencias gracias a su gran talento. Fue un hombre que teóricamente tenía que jugar de pívot pero al final lo hacía en cualquier posición. Eso sí, sólo corría lo necesario, entrenaba sólo los jueves y no se tiraba al suelo a por un balón, ya había otros jugadores que hacían ese trabajo. Fue un jugador adelantado a su tiempo.
Jordi Villacampa

## Internacionalidades
Fue internacional con España en 48 ocasiones.
Participó en los siguientes eventos:
- Juegos Mediterráneos de 1951:
- Juegos Mediterráneos de 1955:
- Eurobasket 1959: 15 posición.